# Inferno de Columbia
Pour les articles homonymes, voir Inferno.
L'Inferno de Columbia est une franchise professionnelle de hockey sur glace en Amérique du Nord qui évoluait dans l'ECHL. L'équipe était basée à Columbia en Caroline du Sud aux États-Unis.

## Historique
La franchise est créée en 2001. Elle est affiliée au Moose du Manitoba de la Ligue américaine de hockey et aux Canucks de Vancouver de la Ligue nationale de hockey de 2001 à 2006 puis aux Marlies de Toronto de la LAH et aux Maple Leafs de Toronto de la LNH de 2006 à 2008. Elle met fin à ses activités en 2008.

## Statistiques
| No | Saison    | PJ | V  | D  | DP | DTB | BP  | BC  | Pts | Classement                 | Séries éliminatoires       | Entraîneur  |
| -- | --------- | -- | -- | -- | -- | --- | --- | --- | --- | -------------------------- | -------------------------- | ----------- |
| 1  | 2001-2002 | 72 | 36 | 22 | 0  | 14  | 211 | 197 | 86  | 3e place, division Sud-Est | Éliminés au second tour    | Scott White |
| 2  | 2002-2003 | 72 | 47 | 23 | 0  | 2   | 265 | 202 | 96  | 1e place, division Sud-Est | Finalistes                 | Scott White |
| 3  | 2003-2004 | 72 | 44 | 20 | 0  | 8   | 275 | 217 | 96  | 1e place, division Sud     | Éliminés au second tour    | Scott White |
| 4  | 2004-2005 | 72 | 38 | 22 | 4  | 8   | 199 | 186 | 88  | 1e place, division Est     | Éliminés au premier tour   | Scott White |
| 5  | 2005-2006 | 72 | 25 | 39 | 3  | 5   | 209 | 290 | 58  | 7e place, division Sud     | Non qualifiés              | Ted Dent    |
| 6  | 2006-2007 | 72 | 29 | 34 | 4  | 5   | 217 | 256 | 67  | 7e place, division Sud     | Non qualifiés              | Troy Mann   |
| 7  | 2007-2008 | 72 | 33 | 28 | 5  | 6   | 217 | 227 | 77  | 5e place, division Sud     | Éliminés au troisième tour | Troy Mann   |